# Schieß-Europameisterschaften 10 Meter 2022
Die 50. ISSF Schieß-Europameisterschaften 10 Meter 2022 fanden vom 18. bis 27. März 2023 in Hamar, Norwegen für die Disziplinen Gewehr und Pistole auf der 10-Meter-Distanz statt.

## Ergebnisse

### Erwachsene

#### Gewehr

##### Männer
| 10 m Luftgewehr | 10 m Luftgewehr | 10 m Luftgewehr | 10 m Luftgewehr | 10 m Luftgewehr | 10 m Luftgewehr | 10 m Luftgewehr | 10 m Luftgewehr |
| Nr.             | Wettbewerb      | Gold            | Gold            | Silber          | Silber          | Bronze          | Bronze          |
| --------------- | --------------- | --------------- | --------------- | --------------- | --------------- | --------------- | --------------- |
| 1               | Hamar           | Patrik Jány     | --              | Henrik Larsen   | --              | Miran Maričić   | --              |

| 10 m Luftgewehr, Team | 10 m Luftgewehr, Team | 10 m Luftgewehr, Team                                      | 10 m Luftgewehr, Team | 10 m Luftgewehr, Team                               | 10 m Luftgewehr, Team | 10 m Luftgewehr, Team                            | 10 m Luftgewehr, Team |
| Nr.                   | Wettbewerb            | Gold                                                       | Gold                  | Silber                                              | Silber                | Bronze                                           | Bronze                |
| --------------------- | --------------------- | ---------------------------------------------------------- | --------------------- | --------------------------------------------------- | --------------------- | ------------------------------------------------ | --------------------- |
| 1                     | Hamar                 | TschechienAles Entrichel Jiří Přívratský František Smetana | --                    | ÖsterreichPatrick Diem Martin Strempfl Andreas Thum | --                    | KroatienPetar Gorša Miran Maričić Borna Petanjek | --                    |

##### Frauen
| 10 m Luftgewehr | 10 m Luftgewehr | 10 m Luftgewehr   | 10 m Luftgewehr | 10 m Luftgewehr | 10 m Luftgewehr | 10 m Luftgewehr | 10 m Luftgewehr |
| Nr.             | Wettbewerb      | Gold              | Gold            | Silber          | Silber          | Bronze          | Bronze          |
| --------------- | --------------- | ----------------- | --------------- | --------------- | --------------- | --------------- | --------------- |
| 1               | Hamar           | Teodora Vukojević | --              | Océanne Muller  | --              | Jessie Kaps     | --              |

| 10 m Luftgewehr, Team | 10 m Luftgewehr, Team | 10 m Luftgewehr, Team                                         | 10 m Luftgewehr, Team | 10 m Luftgewehr, Team                                          | 10 m Luftgewehr, Team | 10 m Luftgewehr, Team                                   | 10 m Luftgewehr, Team |
| Nr.                   | Wettbewerb            | Gold                                                          | Gold                  | Silber                                                         | Silber                | Bronze                                                  | Bronze                |
| --------------------- | --------------------- | ------------------------------------------------------------- | --------------------- | -------------------------------------------------------------- | --------------------- | ------------------------------------------------------- | --------------------- |
| 1                     | Hamar                 | PolenNatalia Kochanska Julia Ewa Piotrowska Aneta Stankiewicz | --                    | NorwegenJeanette Hegg Duestad Katrine Lund Milda Marina Haugen | --                    | FrankreichJulia Canestrelli Romane Matte Océanne Muller | --                    |

##### Mixed
| 10 m Luftgewehr | 10 m Luftgewehr | 10 m Luftgewehr           | 10 m Luftgewehr | 10 m Luftgewehr                | 10 m Luftgewehr | 10 m Luftgewehr                                                 | 10 m Luftgewehr |
| Nr.             | Wettbewerb      | Gold                      | Gold            | Silber                         | Silber          | Bronze                                                          | Bronze          |
| --------------- | --------------- | ------------------------- | --------------- | ------------------------------ | --------------- | --------------------------------------------------------------- | --------------- |
| 1               | Hamar           | Tal Engler Sergey Richter | --              | Andrea Arsović Lazar Kovačević | --              | Chiara Leone Jan Lochbihler Martina Ziviani Riccardo Armiraglio | --              |

#### Pistole

##### Männer
| 10 m Luftpistole | 10 m Luftpistole | 10 m Luftpistole | 10 m Luftpistole | 10 m Luftpistole | 10 m Luftpistole | 10 m Luftpistole | 10 m Luftpistole |
| Nr.              | Wettbewerb       | Gold             | Gold             | Silber           | Silber           | Bronze           | Bronze           |
| ---------------- | ---------------- | ---------------- | ---------------- | ---------------- | ---------------- | ---------------- | ---------------- |
| 1                | Hamar            | Robin Walter     | --               | Juraj Tužinský   | --               | Miklós Tátrai    | --               |

| 10 m Luftpistole, Team | 10 m Luftpistole, Team | 10 m Luftpistole, Team                            | 10 m Luftpistole, Team | 10 m Luftpistole, Team                                     | 10 m Luftpistole, Team | 10 m Luftpistole, Team                             | 10 m Luftpistole, Team |
| Nr.                    | Wettbewerb             | Gold                                              | Gold                   | Silber                                                     | Silber                 | Bronze                                             | Bronze                 |
| ---------------------- | ---------------------- | ------------------------------------------------- | ---------------------- | ---------------------------------------------------------- | ---------------------- | -------------------------------------------------- | ---------------------- |
| 1                      | Hamar                  | ItalienPaolo Monna Luca Tesconi Alessio Torracchi | --                     | LettlandGvido Cvetkovs Lauris Strautmanis Emils Vasermanis | --                     | DeutschlandPaul Fröhlich David Probst Robin Walter | --                     |

##### Frauen
| 10 m Luftpistole | 10 m Luftpistole | 10 m Luftpistole | 10 m Luftpistole | 10 m Luftpistole | 10 m Luftpistole | 10 m Luftpistole | 10 m Luftpistole |
| Nr.              | Wettbewerb       | Gold             | Gold             | Silber           | Silber           | Bronze           | Bronze           |
| ---------------- | ---------------- | ---------------- | ---------------- | ---------------- | ---------------- | ---------------- | ---------------- |
| 1                | Hamar            | Olena Kostevych  | --               | Zorana Arunović  | --               | Sylvia Steiner   | --               |

| 10 m Luftpistole, Team | 10 m Luftpistole, Team | 10 m Luftpistole, Team                                    | 10 m Luftpistole, Team | 10 m Luftpistole, Team                                     | 10 m Luftpistole, Team | 10 m Luftpistole, Team                                            | 10 m Luftpistole, Team |
| Nr.                    | Wettbewerb             | Gold                                                      | Gold                   | Silber                                                     | Silber                 | Bronze                                                            | Bronze                 |
| ---------------------- | ---------------------- | --------------------------------------------------------- | ---------------------- | ---------------------------------------------------------- | ---------------------- | ----------------------------------------------------------------- | ---------------------- |
| 1                      | Hamar                  | SerbienZorana Arunović Jasmina Milovanović Brankica Zarić | --                     | ItalienSara Costantino Chiara Giancamilli Maria Varricchio | --                     | FrankreichCéline Goberville Camille Jedrzejewski Mathilde Lamolle | --                     |

##### Mixed
| 10 m Luftpistole | 10 m Luftpistole | 10 m Luftpistole          | 10 m Luftpistole | 10 m Luftpistole                  | 10 m Luftpistole | 10 m Luftpistole                                        | 10 m Luftpistole |
| Nr.              | Wettbewerb       | Gold                      | Gold             | Silber                            | Silber           | Bronze                                                  | Bronze           |
| ---------------- | ---------------- | ------------------------- | ---------------- | --------------------------------- | ---------------- | ------------------------------------------------------- | ---------------- |
| 1                | Hamar            | Sandra Reitz Robin Walter | --               | Antoaneta Kostadinowa Kiril Kirow | --               | Sara Costantino Paolo Monna Zorana Arunović Damir Mikec | --               |

#### Laufende Scheibe

##### Männer
| 10 m laufende Scheibe | 10 m laufende Scheibe | 10 m laufende Scheibe | 10 m laufende Scheibe | 10 m laufende Scheibe | 10 m laufende Scheibe | 10 m laufende Scheibe | 10 m laufende Scheibe |
| Nr.                   | Wettbewerb            | Gold                  | Gold                  | Silber                | Silber                | Bronze                | Bronze                |
| --------------------- | --------------------- | --------------------- | --------------------- | --------------------- | --------------------- | --------------------- | --------------------- |
| 1                     | Hamar                 | Emil Martinsson       | --                    | Jesper Nyberg         | --                    | József Sike           | --                    |

| 10 m laufende Scheibe, Mixed | 10 m laufende Scheibe, Mixed | 10 m laufende Scheibe, Mixed | 10 m laufende Scheibe, Mixed | 10 m laufende Scheibe, Mixed | 10 m laufende Scheibe, Mixed | 10 m laufende Scheibe, Mixed | 10 m laufende Scheibe, Mixed |
| Nr.                          | Wettbewerb                   | Gold                         | Gold                         | Silber                       | Silber                       | Bronze                       | Bronze                       |
| ---------------------------- | ---------------------------- | ---------------------------- | ---------------------------- | ---------------------------- | ---------------------------- | ---------------------------- | ---------------------------- |
| 1                            | Hamar                        | Emil Martinsson              | --                           | Jesper Nyberg                | --                           | Bedřich Jonáš                | --                           |

##### Frauen
| 10 m laufende Scheibe | 10 m laufende Scheibe | 10 m laufende Scheibe | 10 m laufende Scheibe | 10 m laufende Scheibe | 10 m laufende Scheibe | 10 m laufende Scheibe | 10 m laufende Scheibe |
| Nr.                   | Wettbewerb            | Gold                  | Gold                  | Silber                | Silber                | Bronze                | Bronze                |
| --------------------- | --------------------- | --------------------- | --------------------- | --------------------- | --------------------- | --------------------- | --------------------- |
| 1                     | Hamar                 | Lilit Mkrtchyan       | --                    | Arusyak Grigoryan     | --                    | Heili Lepp            | --                    |

| 10 m laufende Scheibe, Mixed | 10 m laufende Scheibe, Mixed | 10 m laufende Scheibe, Mixed | 10 m laufende Scheibe, Mixed | 10 m laufende Scheibe, Mixed | 10 m laufende Scheibe, Mixed | 10 m laufende Scheibe, Mixed | 10 m laufende Scheibe, Mixed |
| Nr.                          | Wettbewerb                   | Gold                         | Gold                         | Silber                       | Silber                       | Bronze                       | Bronze                       |
| ---------------------------- | ---------------------------- | ---------------------------- | ---------------------------- | ---------------------------- | ---------------------------- | ---------------------------- | ---------------------------- |
| 1                            | Hamar                        | Lilit Mkrtchyan              | --                           | Arusyak Grigoryan            | --                           | Heili Lepp                   | --                           |

##### Mixed
| 10 m laufende Scheibe | 10 m laufende Scheibe | 10 m laufende Scheibe             | 10 m laufende Scheibe | 10 m laufende Scheibe               | 10 m laufende Scheibe | 10 m laufende Scheibe          | 10 m laufende Scheibe |
| Nr.                   | Wettbewerb            | Gold                              | Gold                  | Silber                              | Silber                | Bronze                         | Bronze                |
| --------------------- | --------------------- | --------------------------------- | --------------------- | ----------------------------------- | --------------------- | ------------------------------ | --------------------- |
| 1                     | Hamar                 | Gohar Harutyunyan Gor Khachatryan | --                    | Hovhannes Margaryan Lilit Mkrtchyan | --                    | Even Nordsveen Anneline Tangen | --                    |

### Juniorinnen und Junioren

#### Gewehr

##### Junioren
| 10 m Luftgewehr | 10 m Luftgewehr | 10 m Luftgewehr        | 10 m Luftgewehr | 10 m Luftgewehr | 10 m Luftgewehr | 10 m Luftgewehr | 10 m Luftgewehr |
| Nr.             | Wettbewerb      | Gold                   | Gold            | Silber          | Silber          | Bronze          | Bronze          |
| --------------- | --------------- | ---------------------- | --------------- | --------------- | --------------- | --------------- | --------------- |
| 1               | Hamar           | Danilo Dennis Sollazzo | --              | Marko Ivanović  | --              | Petar Erdei     | --              |

| 10 m Luftgewehr, Team | 10 m Luftgewehr, Team | 10 m Luftgewehr, Team                         | 10 m Luftgewehr, Team | 10 m Luftgewehr, Team                                        | 10 m Luftgewehr, Team | 10 m Luftgewehr, Team                                            | 10 m Luftgewehr, Team |
| Nr.                   | Wettbewerb            | Gold                                          | Gold                  | Silber                                                       | Silber                | Bronze                                                           | Bronze                |
| --------------------- | --------------------- | --------------------------------------------- | --------------------- | ------------------------------------------------------------ | --------------------- | ---------------------------------------------------------------- | --------------------- |
| 1                     | Hamar                 | DeutschlandTom Barbe Nils Palberg Simon Bauer | --                    | ItalienDanilo Dennis Sollazzo Michele Bernardi Luca Sbarbati | --                    | UngarnDávid Zoltán Csendes Márton István Klenczner Kalman Balint | --                    |

##### Juniorinnen
| 10 m Luftgewehr | 10 m Luftgewehr | 10 m Luftgewehr | 10 m Luftgewehr | 10 m Luftgewehr   | 10 m Luftgewehr | 10 m Luftgewehr      | 10 m Luftgewehr |
| Nr.             | Wettbewerb      | Gold            | Gold            | Silber            | Silber          | Bronze               | Bronze          |
| --------------- | --------------- | --------------- | --------------- | ----------------- | --------------- | -------------------- | --------------- |
| 1               | Hamar           | Gitta Bajos     | --              | Pernille Nor-Woll | --              | Anna Nagybanyai-Nagy | --              |

| 10 m Luftgewehr, Team | 10 m Luftgewehr, Team | 10 m Luftgewehr, Team                            | 10 m Luftgewehr, Team | 10 m Luftgewehr, Team                               | 10 m Luftgewehr, Team | 10 m Luftgewehr, Team                                      | 10 m Luftgewehr, Team |
| Nr.                   | Wettbewerb            | Gold                                             | Gold                  | Silber                                              | Silber                | Bronze                                                     | Bronze                |
| --------------------- | --------------------- | ------------------------------------------------ | --------------------- | --------------------------------------------------- | --------------------- | ---------------------------------------------------------- | --------------------- |
| 1                     | Hamar                 | UngarnAnna Nagybanyai-Nagy Anna Tóth Gitta Bajos | --                    | SerbienAlexsandra Havran Anja Knežević Anja Popović | --                    | DeutschlandFranziska Driessen Franka Janssen Michelle Blos | --                    |

##### Mixed
| 10 m Luftgewehr | 10 m Luftgewehr | 10 m Luftgewehr                         | 10 m Luftgewehr | 10 m Luftgewehr                  | 10 m Luftgewehr | 10 m Luftgewehr                                                           | 10 m Luftgewehr |
| Nr.             | Wettbewerb      | Gold                                    | Gold            | Silber                           | Silber          | Bronze                                                                    | Bronze          |
| --------------- | --------------- | --------------------------------------- | --------------- | -------------------------------- | --------------- | ------------------------------------------------------------------------- | --------------- |
| 1               | Hamar           | Sofia Ceccarello Danilo Dennis Sollazzo | --              | Gitta Bajos Dávid Zoltán Csendes | --              | Alexsandra Havran Marko Ivanović Amanda Josefine Karlsson Victor Lindgren | --              |

#### Pistole

##### Junioren
| 10 m Luftpistole | 10 m Luftpistole | 10 m Luftpistole | 10 m Luftpistole | 10 m Luftpistole  | 10 m Luftpistole | 10 m Luftpistole | 10 m Luftpistole |
| Nr.              | Wettbewerb       | Gold             | Gold             | Silber            | Silber           | Bronze           | Bronze           |
| ---------------- | ---------------- | ---------------- | ---------------- | ----------------- | ---------------- | ---------------- | ---------------- |
| 1                | Hamar            | Mattis Hembre    | --               | Eduard Baumeister | --               | Daniels Vilciņš  | --               |

| 10 m Luftpistole, Team | 10 m Luftpistole, Team | 10 m Luftpistole, Team                                 | 10 m Luftpistole, Team | 10 m Luftpistole, Team                                   | 10 m Luftpistole, Team | 10 m Luftpistole, Team                            | 10 m Luftpistole, Team |
| Nr.                    | Wettbewerb             | Gold                                                   | Gold                   | Silber                                                   | Silber                 | Bronze                                            | Bronze                 |
| ---------------------- | ---------------------- | ------------------------------------------------------ | ---------------------- | -------------------------------------------------------- | ---------------------- | ------------------------------------------------- | ---------------------- |
| 1                      | Hamar                  | ItalienMattia Scodes Luca Arrighi Matteo Mastrovalerio | --                     | TürkeiEmin Kubilay Özer Alp Eren Erdur Mert İbrahim Özel | --                     | NorwegenMattis Hembre Tobias Skaarstad Erik Eknes | --                     |

##### Juniorinnen
| 10 m Luftpistole | 10 m Luftpistole | 10 m Luftpistole | 10 m Luftpistole | 10 m Luftpistole | 10 m Luftpistole | 10 m Luftpistole | 10 m Luftpistole |
| Nr.              | Wettbewerb       | Gold             | Gold             | Silber           | Silber           | Bronze           | Bronze           |
| ---------------- | ---------------- | ---------------- | ---------------- | ---------------- | ---------------- | ---------------- | ---------------- |
| 1                | Hamar            | Miriam Jako      | --               | Şimal Yılmaz     | --               | Anna Dulce       | --               |

| 10 m Luftpistole, Team | 10 m Luftpistole, Team | 10 m Luftpistole, Team                                       | 10 m Luftpistole, Team | 10 m Luftpistole, Team                                    | 10 m Luftpistole, Team | 10 m Luftpistole, Team                              | 10 m Luftpistole, Team |
| Nr.                    | Wettbewerb             | Gold                                                         | Gold                   | Silber                                                    | Silber                 | Bronze                                              | Bronze                 |
| ---------------------- | ---------------------- | ------------------------------------------------------------ | ---------------------- | --------------------------------------------------------- | ---------------------- | --------------------------------------------------- | ---------------------- |
| 1                      | Hamar                  | DeutschlandVanessa Seeger Celina Becker Jette Sophie Lippert | --                     | ItalienAlessandra Fait Francesca Cardiero Giada Giannachi | --                     | UngarnMiriam Jako Tuende Szakacs Babett Varga-Zalay | --                     |

##### Mixed
| 10 m Luftpistole | 10 m Luftpistole | 10 m Luftpistole                 | 10 m Luftpistole | 10 m Luftpistole            | 10 m Luftpistole | 10 m Luftpistole                                             | 10 m Luftpistole |
| Nr.              | Wettbewerb       | Gold                             | Gold             | Silber                      | Silber           | Bronze                                                       | Bronze           |
| ---------------- | ---------------- | -------------------------------- | ---------------- | --------------------------- | ---------------- | ------------------------------------------------------------ | ---------------- |
| 1                | Hamar            | Vanessa Seeger Eduard Baumeister | --               | Şimal Yılmaz Alp Eren Erdur | -                | Alessandra Fait Matteo Mastrovalerio Miriam Jako Bálint Nagy | --               |

#### Laufende Scheibe

##### Junioren
| 10 m laufende Scheibe | 10 m laufende Scheibe | 10 m laufende Scheibe | 10 m laufende Scheibe | 10 m laufende Scheibe   | 10 m laufende Scheibe | 10 m laufende Scheibe | 10 m laufende Scheibe |
| Nr.                   | Wettbewerb            | Gold                  | Gold                  | Silber                  | Silber                | Bronze                | Bronze                |
| --------------------- | --------------------- | --------------------- | --------------------- | ----------------------- | --------------------- | --------------------- | --------------------- |
| 1                     | Hamar                 | Gor Khachatryan       | --                    | Mats Per Oscar Eliasson | --                    | Aaro Juhani Vuorimaa  | --                    |

| 10 m laufende Scheibe, Team | 10 m laufende Scheibe, Team | 10 m laufende Scheibe, Team | 10 m laufende Scheibe, Team | 10 m laufende Scheibe, Team | 10 m laufende Scheibe, Team | 10 m laufende Scheibe, Team | 10 m laufende Scheibe, Team |
| Nr.                         | Wettbewerb                  | Gold                        | Gold                        | Silber                      | Silber                      | Bronze                      | Bronze                      |
| --------------------------- | --------------------------- | --------------------------- | --------------------------- | --------------------------- | --------------------------- | --------------------------- | --------------------------- |
| 1                           | Hamar                       | Gor Khachatryan             | --                          | Mats Per Oscar Eliasson     | --                          | Aaro Juhani Vuorimaa        | --                          |

##### Juniorinnen
| 10 m laufende Scheibe | 10 m laufende Scheibe | 10 m laufende Scheibe | 10 m laufende Scheibe | 10 m laufende Scheibe | 10 m laufende Scheibe | 10 m laufende Scheibe | 10 m laufende Scheibe |
| Nr.                   | Wettbewerb            | Gold                  | Gold                  | Silber                | Silber                | Bronze                | Bronze                |
| --------------------- | --------------------- | --------------------- | --------------------- | --------------------- | --------------------- | --------------------- | --------------------- |
| 1                     | Hamar                 | Gohar Harutyunyan     | --                    | Aino Amanda Vaittinen | --                    | Emilie Sorlie         | --                    |

| 10 m laufende Scheibe, Mixed | 10 m laufende Scheibe, Mixed | 10 m laufende Scheibe, Mixed | 10 m laufende Scheibe, Mixed | 10 m laufende Scheibe, Mixed | 10 m laufende Scheibe, Mixed | 10 m laufende Scheibe, Mixed | 10 m laufende Scheibe, Mixed |
| Nr.                          | Wettbewerb                   | Gold                         | Gold                         | Silber                       | Silber                       | Bronze                       | Bronze                       |
| ---------------------------- | ---------------------------- | ---------------------------- | ---------------------------- | ---------------------------- | ---------------------------- | ---------------------------- | ---------------------------- |
| 1                            | Hamar                        | Gohar Harutyunyan            | --                           | Aino Amanda Vaittinen        | --                           | Emilie Sorlie                | --                           |

## Medaillenspiegel
| Platz  | Land        | Gold | Silber | Bronze | Gesamt |
| ------ | ----------- | ---- | ------ | ------ | ------ |
| 01     | Armenien    | 7    | 3      | —      | 10     |
| 02     | Deutschland | 5    | 1      | 2      | 8      |
| 03     | Italien     | 4    | 3      | 3      | 10     |
| 04     | Ungarn      | 3    | 1      | 6      | 10     |
| 05     | Serbien     | 2    | 4      | 3      | 9      |
| 06     | Schweden    | 2    | 4      | 1      | 7      |
| 07     | Norwegen    | 1    | 3      | 4      | 8      |
| 08     | Slowakei    | 1    | 1      | —      | 2      |
| 09     | Tschechien  | 1    | —      | 1      | 2      |
| 10     | Israel      | 1    | —      | —      | 1      |
| 10     | Polen       | 1    | —      | —      | 1      |
| 10     | Ukraine     | 1    | —      | —      | 1      |
| 13     | Türkei      | —    | 3      | —      | 3      |
| 14     | Finnland    | —    | 2      | 2      | 4      |
| 15     | Frankreich  | —    | 1      | 2      | 3      |
| 16     | Österreich  | —    | 1      | 1      | 2      |
| 16     | Lettland    | —    | 1      | 1      | 2      |
| 18     | Bulgarien   | —    | 1      | —      | 1      |
| 19     | Kroatien    | —    | —      | 2      | 2      |
| 19     | Estland     | —    | —      | 2      | 2      |
| 21     | Belgien     | —    | —      | 1      | 1      |
| 21     | Moldau      | —    | —      | 1      | 1      |
| 21     | Schweiz     | —    | —      | 1      | 1      |
| Gesamt | Gesamt      | 29   | 29     | 33     | 91     |